# Paul Gondrexon
Paul Narcisse Gondrexon (né le 28 avril 1863 à Charleville - mort 14 décembre 1914 à Cérons) est un peintre français.

## Biographie
Fils d'un commis négociant, Gondrexon entre comme élève dans l'atelier du peintre Eugène Damas et se spécialise dans la peinture de paysages ardennais avant de peindre la vie sociale de son époque. Gondrexon participe à la création de l'Union artistique ardennaise en 1888. L'année suivante, il peint le tableau En grève qui illustre comment le peintre perçoit la grève dans les ardoisières de Rimogne. 
En 1892, il expose plusieurs tableaux au Salon des indépendants de Paris dont Un accident et Un limeur. Le 31 décembre 1898, il épouse à Charleville Hélène Dessinguez, chargée de cours de dessin au lycée Sévigné et illustratrice. À la fois peintre et commerçant de gros, il devient sociétaire des Artistes français en 1901.

## Œuvre
- Sous bois, 1880, conservé au Musée de l'Ardenne.
- En grève, 1889, conservé au Musée de l'Ardenne
- Un accident, 1891, conservé au Musée de l'Ardenne.
- La visite au cimetière, 1892.
- Chemin couvert, 1892.
- Premiers rayons, 1892.
- Matin de juin, 1892.
- Solitude, 1892.
- Paysage ardennais hivernal, n.d., collection particulière

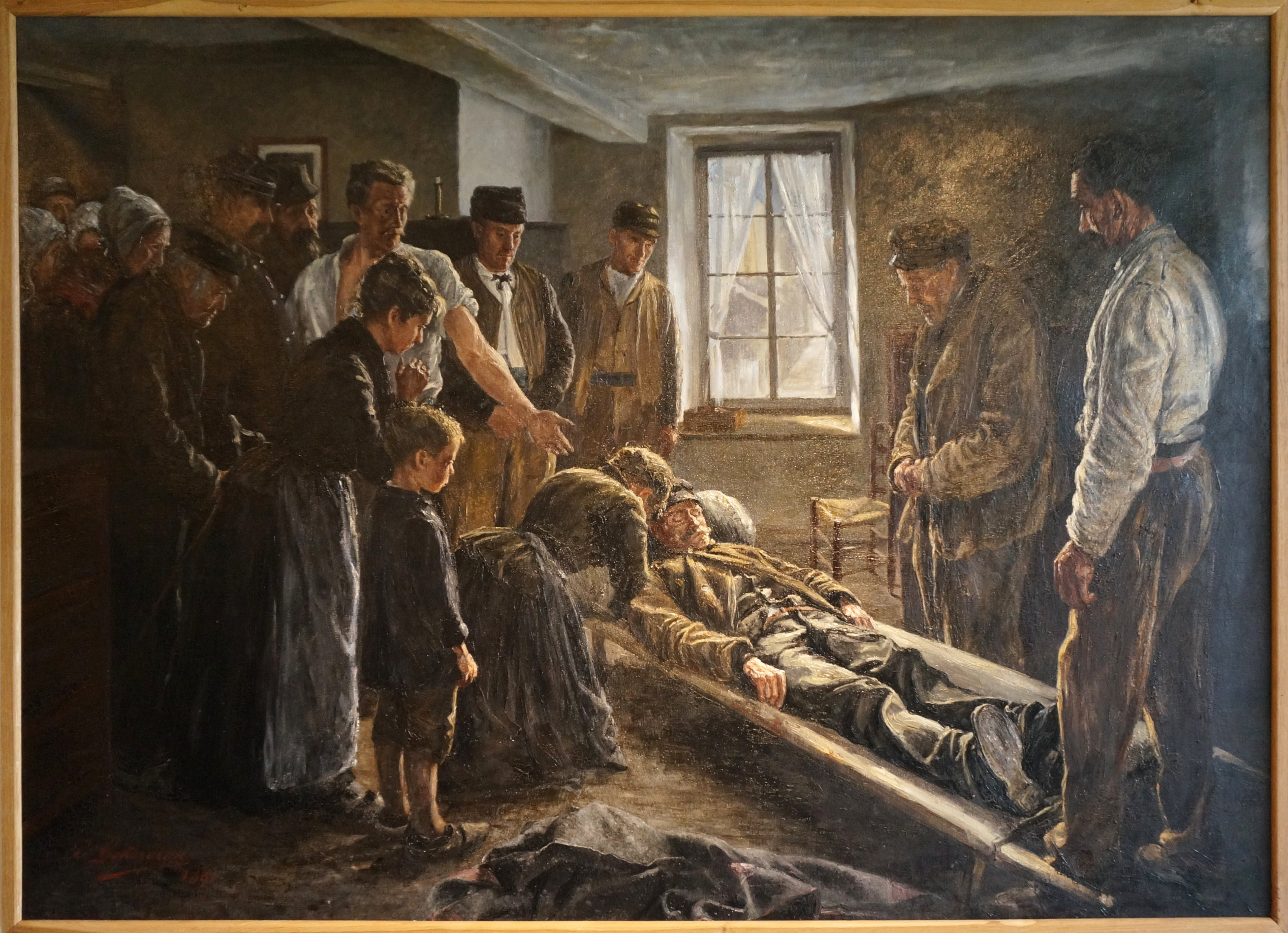
Un accident Charleville-Mézières, Musée de l'Ardenne.
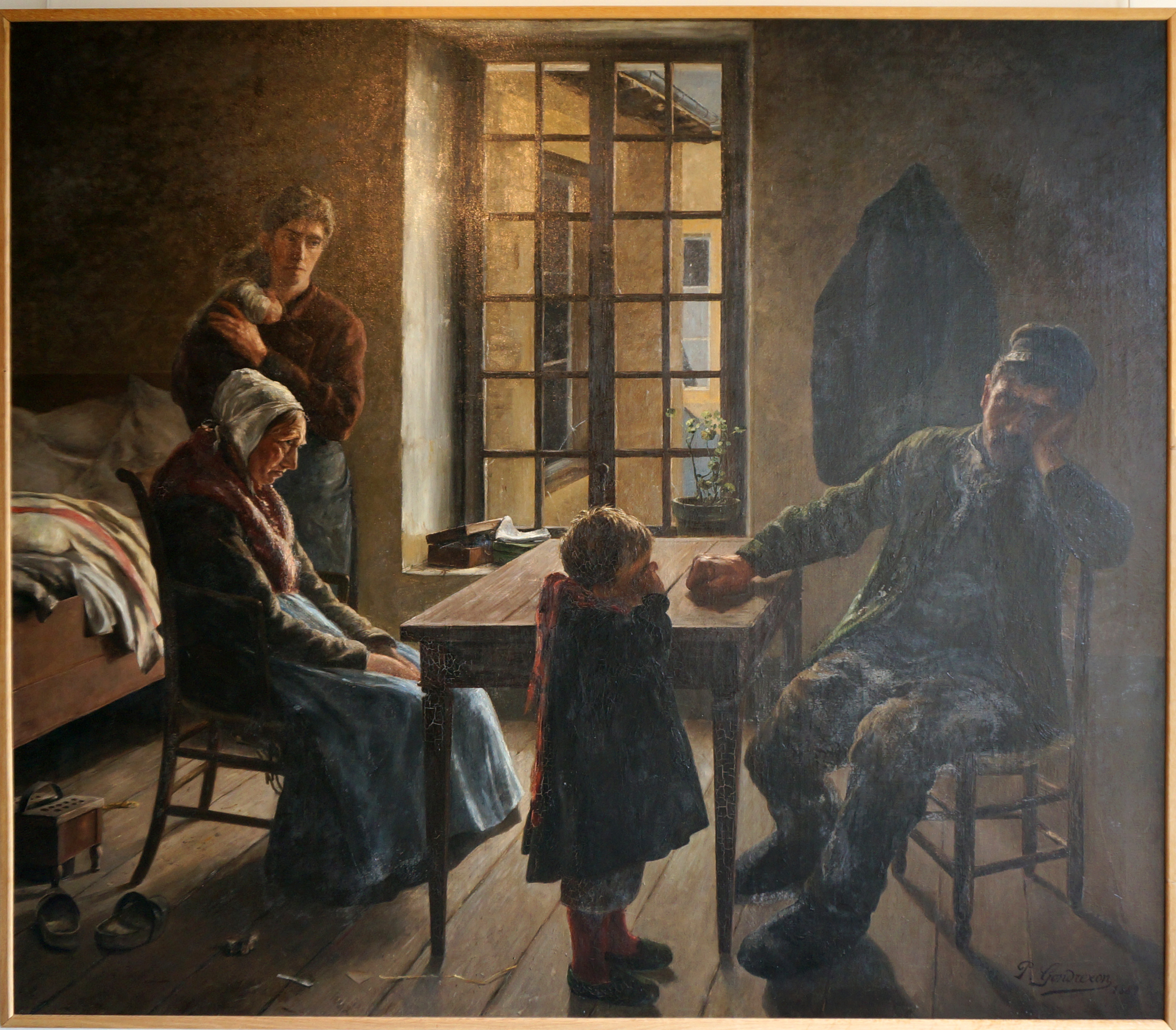
En grève', tableau de 1889 1889, Charleville-Mézières, Musée de l'Ardenne.